# Martin Milan Šimečka
Martin Milan Šimečka (ur. 3 listopada 1957 w Bratysławie) – czechosłowacki, słowacki i czeski literat, publicysta oraz dziennikarz, w latach 1999–2006 redaktor naczelny liberalnego dziennika „Sme”.
Urodził się w rodzinie Milana Šimečki – słowackiego intelektualisty represjonowanego przez władze komunistyczne. W okresie komunistycznym działał w podziemiu wydawniczym – jego książki były zabronione i wydawane jedynie w samizdacie. Po obaleniu komunizmu w 1990 założył wydawnictwo „Archa” specjalizujące się w tłumaczeniu książek filozoficznych i politologicznych, którego jest prezesem. Od 1992 przewodniczył słowackiemu PEN-Clubowi.
W 1997 stanął na czele redakcji tygodnika politycznego i kulturalnego Domino-fórum. W latach 1997–2006 pełnił obowiązki redaktora naczelnego gazety „Sme”. Od 2006 do 2008 był redaktorem naczelnym tygodnika czeskiego „Respekt”.
Ojciec polityka Michala Šimečki.

## Wybrane publikacje
- Vojenská knižka (zbiór opowiadań, 1981)
- Výpoveď (powieść, 1982)
- Žabí rok (powieść, 1983)
- Světelná znamení (1984)
- Džin (1987)
- Záujem (1997)
- Hľadanie obáv (1998)